# Word Biblical Commentary
La Word Biblical Commentary è una collana di commentarii in lingua inglese relativi ai libri del Vecchio e del Nuovo Testamento.
Quando la casa editrice Word Books, che la pubblicava dai primi anni '80, fu acquisita alla HarperCollins, la serie fu assegnata a un altro editore del gruppo, la Zondervan.
Considerata una pubblicazione di livello accademico, ad essa hanno collaborato i teologi Hugh G. M. Williamson, Richard Bauckham, Bruce Metzger, Gordon Wenham.
La rivista Christianity Today ha inserito questa collana di commentari nell'elenco delle pubblicazioni e dei risultati più significativi dell'evangelicalismo nella seconda metà del XX secolo.